# 壱岐丸 (2代)
壱岐丸（いきまる、Iki maru）は、鉄道省の関釜航路の貨物船である。壱岐丸型の第1船である。姉妹船には対馬丸がある。
この記事での壱岐丸と対馬丸は共に2代目である。初代については、対馬丸・壱岐丸を参照のこと。
| 壱岐丸（対馬丸） | 壱岐丸（対馬丸）                                        |
| ---------------- | ------------------------------------------------------- |
| 画像提供依頼     |                                                         |
|                  |                                                         |
| 概歴             |                                                         |
| 建造             | 1940年11月30日（1941年4月12日）                         |
| 運航終了         | 1948年6月5日（1945年6月20日）                           |
| 要目             |                                                         |
| 船種             | 貨物船                                                  |
| 総トン数         | 3,519.5t（3,516.3t）                                    |
| 全長             | 103.8m                                                  |
| 全幅             | 14.5m                                                   |
| 機関             |                                                         |
| 出力             | 4,018hp（4,116hp）                                      |
| 速力             | 17.2kt（17.3kt）                                        |
| 乗客定員         |                                                         |
| 貨物積載量       | 4,617t                                                  |
| ※注              | （）内は対馬丸 対馬丸の運航終了日は関釜航路の運航終了日 |

## 概況
関釜航路の輸送力は金剛丸型の就航で大幅に増加したが、日中戦争の開戦で輸送量もまた著しく増加した。そこで貨客分離が計画され、2隻の貨物船が建造された。
壱岐丸は1940年（昭和15年）に、対馬丸は1941年（昭和16年）に播磨造船所で竣工し、直ちに関釜航路に就航した。搭載貨物量は4,617tであり、鉄道連絡船では最大の貨物搭載能力を有していた。壱岐丸型の就航により、旅客便は景福丸型（景福丸・徳寿丸・昌慶丸）、金剛丸型（金剛丸・興安丸）の5隻で、貨物便は高麗丸型（高麗丸・新羅丸）と壱岐丸型で夜間便として運航されることとなった。しかし、太平洋戦争により輸送量はさらに増加することになり、この体制も維持できなくなった。
1945年（昭和20年）4月5日、壱岐丸は下関沖で機雷に接触し航行不能となるが、直ちに修理され復帰する。しかしこれ以降、関門海峡に散布された大量の機雷により、関釜航路の機能は麻痺状態となってしまう。
同年6月20日、関釜連絡船は舞鶴・敦賀・新潟に分散配備して朝鮮半島との輸送船として使用する決定がなされ、関釜航路は実質休止となった。
壱岐丸と対馬丸は、日本各地と朝鮮半島各地の輸送船として運航されていたが、同年7月14～15日、アメリカ海軍艦載機による青函連絡船の攻撃により青函航路の船舶が壊滅すると、急遽、元関釜連絡船を青函航路に就航させることが決定した。朝鮮半島の元山への物資輸送を行っていた対馬丸は除外されたが、仙崎港に停泊していた壱岐丸は直ちに函館へ出航し、終戦後の8月22日に函館港に到着、8月24日より青函航路に就航した。
対馬丸は1945年（昭和20年）8月13日、元山港で機雷に触れて損傷し、その後、ソ連軍が南下して使用することを防ぐために自沈した。
壱岐丸は1948年（昭和23年）6月5日に青函航路での運航を終了し、1950年（昭和25年）3月1日、金剛丸型の興安丸と共に国家賠償の一部として朝鮮郵船に譲渡された。

## その他
戦時中、壱岐丸型貨物船の次の船舶として、貨車航送船のW型戦時標準船（第五青函丸など）の改良型のH型戦時標準船7隻の建造が計画された。実際の関釜航路への就航は無かったが、この設計を元に青函連絡船の石狩丸型（石狩丸・十勝丸・渡島丸）が建造された。